# William Kiefer
William H. Kiefer (Washington, 22 juli 1872 – aldaar, 14 juli 1920) was een Amerikaanse componist en dirigent. De familie was oorspronkelijk vanuit Duitsland geëmigreerd en vestigde zich in Indiana. 

## Levensloop
Kiefer was nevenberoepsdirigent van het harmonieorkest in Washington (Indiana). Als componist was hij volledig autodidact, maar zijn werken werden spoedig heel populair. Hij schreef vooral marsen en dansen voor zijn stedelijke harmonie. 

## Composities

### Werken voor harmonieorkest
- 1898: - Sweet Dream Waltz
- 1898: - Young America, mars en two-step
- 1899: - Encore, ouverture
- 1899: - Tod Sloan's Galop
- 1901: - Vamos!, mars
- 1902: - Elena Polka, voor 1, 2 of 3 kornetten, (of klarinet(ten), of baritons, of trombones) en harmonieorkest
- 1902: - Wild Flowers, wals
- 1903: - Fontella, Cubanse dans
- 1903: - True Love, polka voor kornet (of bariton) en harmonieorkest
- 1907: - Dashing Belles, polka
- 1907: - Fall in Line, mars
- 1907: - Happy Mose, mars en two-step
- 1907: - La Paz, wals
- 1907: - On to Victory, mars
- 1907: - Our Favorite Banner, mars
- 1907: - Salute to Washington, mars
- 1907: - The Fashion, gavotte
- 1907: - The Royal Escort, mars
- 1908: - Raggy Trombone, voor trombone en harmonieorkest
- 1912: - Drill Master March
- 1912: - Overture Romantic
- 1914: - The Specialist
- 1915: - Indiana Guards, mars
- 1915: - Spirit of Peace, mars
- 1916: - In Honour Bound, mars
- 1916: - Radiant, mars
- 1920: - De Mangles, Cubanse dans
- 1920: - Kiefer's Special, mars
- - Blue Label
- - Genoa
- - Hearts Haven, wals
- - Lucky Star, schottische
- - My Pretty One
- - OLA, een Arabisch intermezzo
- - Salutation
- - Santa Rosa, Mexicaanse dans
- - The Commander
- - The Elves, ouverture
- - The Rose Queen, mazurka
- - Violet Bloom
- - Vivo Galop